# HC Handelscenter, Venslev
HC Handelscenter, Venslev A/S er en familieejet handels- og produktionsvirksomhed, etableret den 7. marts 1904, der i dag drives af 4. generation.
Sjælland er det primære marked, mens udvalgte produkter, såsom foder, talgødning og carporte, sælges via forhandlere i resten af Danmark og Sverige.
HCs supermarked er tilknyttet KWIK SPAR kæden, og byggemarked/trælasten er tilknyttet XL-Byg.
I 2008 er virksomheden Danmarks eneste blandede landhandel med supermarked, tankstationer, byggemarked/trælast og grovvarer. Med ca. 100 ansatte omsættes der for ca. 300 millioner kroner.

## Historie
Virksomheden er opkaldt efter Hans Christian Nielsen. Han var søn af kromanden på Rendebæk Kro, der ligger ud til Isefjorden. Kroen var ikke en levevej for både kromanden og to sønner, så Hans Christian og broderen fangede fisk i Isefjorden og Hans Christian solgte dem i Frederikssund. I Frederikssund købte han varer, som han solgte til egnens landmænd. 
Det blev starten på den købmandsbutik, som Hans Christian etablerede 7. marts 1904 på Bygaden 22 i Venslev. Han beskrev den selv som en ”ordentlig blandet landhandel med fuldt sortiment.” Bygningerne eksisterer stadig og blev i 2003 renoveret i den gamle stil og omdannet til lejligheder.
I 1910 giftede Hans Christian Nielsen sig med Anna Rasmussen, og de fik senere to børn: Hans Peter Nielsen (1911-1973) og Ingeborg Nielsen (1914-1987), som begge arbejdede i familieforetagendet.
I 1937 giftede Hans Peter Nielsen sig med Jenny (1912-1996) og i 1938 overtog Hans Peter Nielsen forretningen fra sin far, som døde samme år. Virksomheden udviklede sig fortsat og i 1939 var omsætningen på 703.206,41 kroner.
I 1940 fik Hans Peter Nielsen og Jenny sønnen Bjarne. Bjarne Nielsen blev oplært i forretningen, og tog landbrugs- og handelsuddannelser med henblik på at overtage efter sin far.
I 1960'erne blev virksomheden udvidet med bygninger på det der hed Skolelodden, men senere kaldt HC Vej, og blev virksomhedens egentlige adresse.
Som forberedelse til et generationsskifte opretter Hans Peter Nielsen i 1968 selskabet HC Nielsens Købmandshandel I/S og optager sønnen Bjarne Nielsen som partner.
Ved Hans Peter Nielsens død i starten af 1973 blev Bjarne Nielsen, som i 1967 havde giftet sig med Karen, eneejer af HC Nielsens Købmandshandel I/S. Årene efter får de sønnerne Hans Christian Nielsen (1969) og Lars Peter Nielsen (1971).
Efter mange års planlægning overdrager Bjarne Nielsen i 2006 den daglige ledelse til sine to sønner.